# Balsamói Carino
Balsamói Carino (olaszul Carino Pietro da Balsamo) (Cinisello Balsamo, 13. század – Forlì, 1293. április 1.) Veronai Szent Péter gyilkosa, a katolikus egyház által boldoggá avatott dominikánus barát.

## Élete
Carinó és társa 1252. április 6-án támadta meg a később szentté avatott inkvizítort, Pétert a milánói kathar szekta megbízásából, megtorlásként a katolikus hit melletti prédikációi miatt. Carino egy ágnyeső baltát vágott a prédikátor fejébe, majd tőrével megszúrta, és Péter kísérőjét, Domenicót is halálosan megsebesítette.
Carinó társa valószínűleg az Alpokba menekült, hogy valamelyik kathar közösség oltalmában rejtőzzön el, de Péter gyilkosa csak Forliig jutott, ahol összeesett a kimerültségtől. A településen nem tudtak semmit a gyilkosságról, így a férfit a Szent Sebestyén kórházba vitték. Carinó azonban attól félt, hogy meghal, és a pokolra jut, ezért meggyónta bűneit a betegeket látogató Giacomo Salomoninek, a helyi dominikánus perjelnek.
Felépülése után a gyilkos úgy döntött, hogy vallásos életet fog élni, és elnyerte Salomoni bizalmát. Carino a rend világi barátja lett. Egykori tette egész életében nyomasztotta, halála előtt azt kérte, olyan földbe temessék, amely nincs megszentelve. Rendtársai beleegyeztek ebbe, de Forli polgárai, megismerve ájtatos életét, követelték, hogy a temetőben nyugodjon, és oltárt is emeljenek tiszteletére. Később az egyház boldoggá avatta.